# Elaeocarpus sadikanensis
Elaeocarpus sadikanensis är en tvåhjärtbladig växtart som beskrevs av Paul Erich Otto Wilhelm Knuth. Elaeocarpus sadikanensis ingår i släktet Elaeocarpus och familjen Elaeocarpaceae. Inga underarter finns listade i Catalogue of Life.